# Ecole européenne d’ingénieurs en génie des matériaux

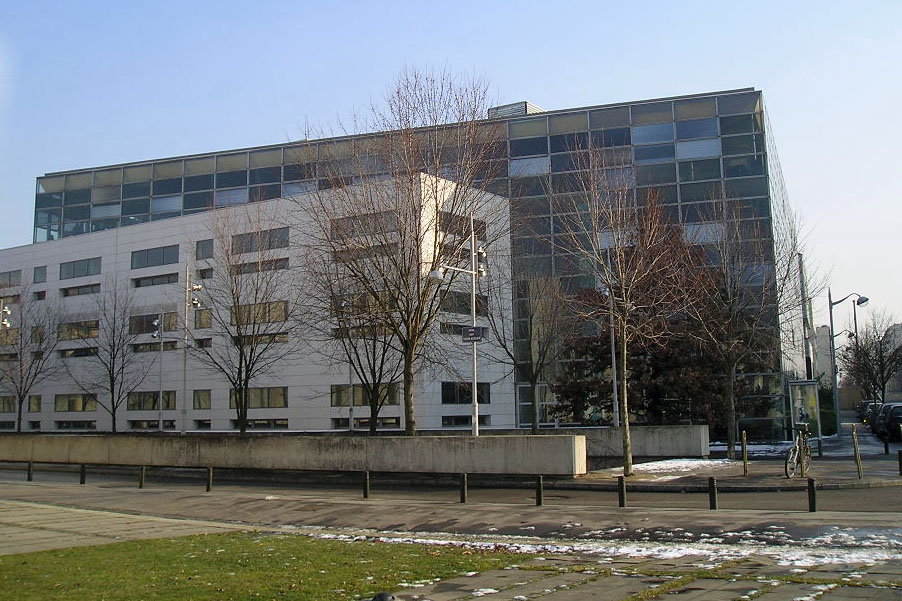
EEIGM i Nancy

École européenne d’ingénieurs en génie des matériaux (’europeiska ingenjörsskolan för materialteknik’; förkortat EEIGM) är en fransk teknisk högskola och civilingenjörsutbildning med materialteknisk inriktning, en grande école, i Nancy. EEIGM är en av de 11 högskolor som ingår i Université de Lorraine som i sin tur är bildat av en sammanslagning av INPL (Institut National Polytechnique de Lorraine) och universiteten 1 och 2 i Nancy samt universitetet i grannstaden Metz.
Karakteristiskt för EEIGM är att den bygger på ett nära samarbete med Luleå tekniska universitet, Universität des Saarlandes (Saarbrücken) och Universitat Politecnica de Catalunya (Barcelona). Studenterna följer en studiegång som består av två läsår på sitt hemuniversitet, med grundläggande civilingenjörsstudier varvade med studier i franska, följda av tre terminer i Nancy. Andra terminen under det fjärde läsåret tillbringas i Saarbrücken, Barcelona eller Luleå och det sista året vid någondera av de fyra lärosätena.
De svenska studenter som följer programmet får såväl en svensk civilingenjörsexamen som en fransk (Ingénieur Diplomé de l'EEIGM). Möjlighet finns också att utöver detta få en spansk eller tysk motsvarande examen.